# Thoreales
Ordre
L'ordre des Thoreales est un ordre d'algues rouges de la sous-classe des Nemaliophycidae, dans la classe des Florideophyceae. 

## Liste des familles
Selon AlgaeBase (1 août 2012), Catalogue of Life (1 août 2012), ITIS (1 août 2012) et  World Register of Marine Species (1 août 2012) :
- famille des Thoreaceae

Selon NCBI (1 août 2012) :
- famille des Thoreaceae
  - genre Nemalionopsis
  - genre Thorea